# Mychajliwka (Poltawa)
Mychajliwka (ukrainisch Михайлівка; russisch Михайловка Michailowka) ist ein Dorf im Südosten der ukrainischen Oblast Poltawa mit etwa 1200 Einwohnern.
Das Dorf entstand im 18. Jahrhundert und liegt am Fluss Lypjanka (Лип'янка), 40 Kilometer südöstlich der Rajons- und Oblasthauptstadt Poltawa, das ehemalige Rajonszentrum Maschiwka befindet sich 16 Kilometer nördlich.

## Verwaltungsgliederung
Am 14. August 2017 wurde das Dorf zum Zentrum der neugegründeten Landgemeinde Mychajliwka (Михайлівська сільська громада/Mychajliwska silska hromada). Zu dieser zählen auch die 13 in der untenstehenden Tabelle aufgelisteten Dörfer, bis dahin bildete es zusammen mit den Dörfern Ljubymiwka, Perwomajske und Schyrkiwka die gleichnamige Landratsgemeinde Mychajliwka (Михайлівська сільська рада/Mychajliwska silska rada) im Süden des Rajons Maschiwka.
Am 17. Juli 2020 kam es im Zuge einer großen Rajonsreform zum Anschluss des Rajonsgebietes an den Rajon Poltawa.
Folgende Orte sind neben dem Hauptort Mychajliwka Teil der Gemeinde:
| Name                     | Name                | Name                                       |
| ukrainisch transkribiert | ukrainisch          | russisch                                   |
| ------------------------ | ------------------- | ------------------------------------------ |
| Andrijiwka               | Андріївка           | Андреевка (Andrejewka)                     |
| Hrabiwschtschyna         | Грабівщина          | Грабовщина (Grabowschtschina)              |
| Konowaliwka              | Коновалівка         | Коноваловка (Konowalowka)                  |
| Krasnohirka              | Красногірка         | Красногорка (Krasnogorka)                  |
| Kustolowo-Suchodilka     | Кустолово-Суходілка | Кустолово-Суходолка (Kustolowo-Suchodolka) |
| Ljubymiwka               | Любимівка           | Любимовка (Ljubimowka)                     |
| Mala Nechworoschtscha    | Мала Нехвороща      | Малая Нехвороща (Malaja Nechworoschtscha)  |
| Pawliwka                 | Павлівка            | Павловка (Pawlowka)                        |
| Perwomajske              | Первомайське        | Первомайское (Perwomajskoje)               |
| Rjaske                   | Ряське              | Рясское (Rjasskoje)                        |
| Schyrkiwka               | Жирківка            | Жирковка (Schirkowka)                      |
| Swystuniwka              | Свистунівка         | Свистуновка (Swistunowka)                  |
| Ust-Lypjanka             | Усть-Лип’янка       | Усть-Липянка (Ust-Lipjanka)                |